# سيركان كورتولوش
سيركان كورتولوش (بالتركية: Serkan Kurtuluş) هو لاعب كرة قدم تركي في مركز ظهير ‏، ولد في 1990 في يلدرم في تركيا. شارك مع منتخب تركيا الوطني لكرة القدم تحت 15 سنة ‏ ومنتخب تركيا تحت 17 سنة لكرة القدم وفريق تركيا الوطني لكرة القدم للشباب ومنتخب تركيا تحت 19 سنة لكرة القدم ومنتخب تركيا تحت 20 سنة لكرة القدم ومنتخب تركيا تحت 21 سنة لكرة القدم. أما مع النوادي، فقد لعب مع بورصة سبور وغلطة سراي وغنتشلربيرليغي وكارسياكا وكايسري سبور ونادي جوزتيبي.

## وصلات خارجية
- سيركان كورتولوش على موقع الاتحاد الأوربي (الإنجليزية)
- سيركان كورتولوش على موقع اتحاد تركيا (لاعب) (الإنجليزية)
- سيركان كورتولوش على موقع قاعدة بيانات كرة القدم.إي يو (الإنجليزية)
- سيركان كورتولوش على موقع Soccerway.com (الإنجليزية)
- سيركان كورتولوش على موقع عالم كرة القدم.نت (الإنجليزية)